# Severnyj Uj
Il Severnyj Uj (in russo Северный Уй?) è un fiume dell'Estremo Oriente russo, affluente di sinistra della Maja (bacino idrografico dell'Aldan). Scorre nell'Ajano-Majskij rajon del Territorio di Chabarovsk.
La sorgente si trova nei contrafforti nord-occidentali dei monti Džugdžur e scorre con direzione occidentale; sfocia nella Maja a 573 km dalla foce. I maggiori affluenti ricevuti nel suo corso sono Čelasin (lungo 191 km) da sinistra, Totta (127 km) e Nët (224 km) da destra. Il fiume è gelato, mediamente, da ottobre a maggio.
Il Severnyj Uj attira gli appassionati di rafting. Il fiume è popolato da taimen, Brachymystax lenok e temoli. Non ci sono insediamenti sulle rive del fiume.